# HD 13931 b
HD 13931 b (بالإنجليزية: HD 13931 b)‏ الذي يرمز له بالرمز HD 13931b، هو كوكب خارج المجموعة الشمسية، في كوكبة المرأة المسلسلة، يتبع HD 13931 ‏.

## الاكتشاف
اكتشف في 13 نوفمبر 2009.